# ビジネスシヨウ
ビジネスシヨウは、かつて開催されていた事務機器・OA機器などの展示会の名称である。主催は日本経営協会。
東京・大阪・福岡で開催されていたが、最後まで開催を続けていた福岡会場の名称が2019年より「未来Innovation in 九州」に改められ、「ビジネスシヨウ」という名称に幕を下ろした。さらに、未来Innovation in 九州は2021年9月のオンライン開催を最後に閉会となり、ビジネスシヨウの流れを汲む展示会の歴史に幕を下ろした。
なお「ビジネスショー」「ビジネスショウ」は誤記。

## 歴史
- 1949年9月 - 第1回事務の機械化展を開催（場所は銀座松坂屋）。
- 1952年5月 - 大阪で初の開催。
- 1952年11月 - 名称を「ビジネスシヨウ」に変更。
- 1953年 - この年より、春に東京・秋に大阪で開催するようになる。
- 1957年 - この年より福岡で「ビジネスシヨウ九州」を開催。
- 1974年 - この年を最後に大阪での開催を中断。
- 1985年 - 大阪での開催を再開。
- 1992年 - 東京の開催分が「ビジネスシヨウTOKYO」、大阪の開催分が「ビジネスシヨウOSAKA」に名称変更。
- 2006年 - 東京の開催分が「ビジネスシヨウTOKYO IT&C/アドバンストオフィス」、大阪の開催分が「ビジネスシヨウKANSAI」に名称変更。
- 2007年 - この年限りで大阪での開催を再度中止。
- 2008年 - この年限りで東京での開催を中止。
- 2015年 - この年より福岡開催分を「ビジネスシヨウ&エコフェア」に名称変更[3]。
- 2019年 - この年より福岡開催分を「未来Innovation in 九州」に名称変更。
- 2022年3月2日 - 未来Innovation in 九州が、2021年9月1日〜3日のオンライン開催をもって閉会となったことがアナウンスされた[4]。